# Artemitomima mirabilis
Artemitomima mirabilis är en tvåvingeart som beskrevs av James 1948. Artemitomima mirabilis ingår i släktet Artemitomima och familjen vapenflugor.
Artens utbredningsområde är Vanuatu. Inga underarter finns listade i Catalogue of Life.